# Le Dniepr, le matin
Le Dniepr, le matin (en russe : Днепр утром) est un tableau du peintre russe Arkhip Kouïndji (1841/1842—1910) réalisé en 1881. Il fait partie des collections de la Galerie Tretiakov (numéro d'inventaire 884). Ses dimensions sont de 105 × 167 cm (selon d'autres données 107,5 × 170,5 cm).

## Histoire et description
Le tableau Le Dniepr, le matin est le dernier tableau que Kouïndji a exposé au public. Après 1882, il s'est refusé d'organiser ou de participer encore à des expositions. Ce dernier tableau a été exposé en 1882, ensemble avec d'autres tableaux bien connus du peintre Clair de lune sur le Dniepr et Petit bois de bouleaux, qui avaient déjà été exposés à plusieurs reprises.
Le Dniepr, le matin est peint dans des couleurs sobres, sans effets de lumière vive. La surface du fleuve est rendue dans des tons doux, blancs-laiteux. Au premier plan une végétation de steppe verte pousse sur une colline, avec un buisson de bardane qui domine. Mais l'ensemble donne une impression incroyable de largeur et d'espace. Ce tableau révèle des traits impressionnistes en particulier dans la méthode de transposition de l'espace aérien, qui fait écho à un autre tableau de Kouïndji, Le Nord.
L'écrivain et peintre Leonid Volynski écrit à propos de cette toile :
« La force principale de Kouïndji ne repose pas sur des effets phénoménaux. Dans son tableau d'adieu Le Dniepr, le matin, (le dernier de sa vie à avoir été exposé au public) il n'y a ni lune, ni soleil pourpre, il n'y a rien que de l'herbe à moitié fanée, des fleurs sauvages et des chardons jusqu'au fleuve, au loin, enveloppé de brume. Comme c'est simple ! Et pourtant, en s'arrêtant devant cette toile, on ressent une joie particulière: celle qui se produit quand on se retrouve tôt le matin sur la rive élevée d'un fleuve, au dessus des espaces infinis, remplis de lumière douce répandue et que l'on reste heureux dans le silence. »